# Тив (народ)
Тив (самоназвание тиви, мунши, мунчи, мбичи, мбитсе, митчи, митши, мутчи, аппа) — народ в Нигерии, расселённый в штатах Бенуэ, Плато и Гонгола по обоим берегам реки Бенуэ. Численность насчитывает 2,3 млн человек. Народ также живёт в Камеруне (Мамфе) — 300 тыс. человек. Разделяются на тив, ийон, угбе, утанге (утанга, отанк) и ундир (ндир).

## История
По одним из данных, их предки пришли с юго-востока в начале 19 века из-за натиска чамба, по другим — с севера, вытесненные фульбе.

## Язык
Язык — тив (тиви, или мбитши) группы бенуэ-конго нигеро-кордофанской семьи. Язык тив — официальный язык штатов Бенуэ, Плато (Нигерия). Развита письменность на основе латинского алфавита с начала 20 века.

## Население

### Занятия
Традиционные занятия — ручное (террасное по склонам холмов), современные — плужное земледелие (просо, кукуруза, ямс, бобовые);
развито скотоводство (преобладает мелкий скот, крупный рогатый скот играет престижную роль и обменную ценность). Развито отходничество.
Ремёсла — гончарное (считается занятием женщины; изготовляются горшки, воздуховоды для кузнечных мехов), плавка и ковка железа даёт возможность для изготовления оружия и украшений, плетение из растений, обработка кожи (кожаные изделия), резьба (дерево). В 20 веке ремёсла приходят в упадок.

### Жилище
Поселения традиционные, разбросанные. Жилище круглой формы, стены, сделанные из жердей или переплетённых прутьев, каркас обмазан глиной.

### Одежда
Традиционная одежда — ткань, обёрнутая вокруг талии и доходящая до колен. Мужчины носят тюрбан.

### Религия
Традиционные верования — фетишизм (акомбо), верят в сверхъестественные силы тсав (типа маны), поклонение силам природы, магия, ведовство.
Среди фольклора распространенность имеют космогонические и этногенетические легенды.

## Структура социума
Основой социальной организации являются большесемейные общины (тар), возрастные группы (куав) и ранговые общества (мбатсав). Существуют различные общества взаимопомощи (адаши, динна). Счёт родства патрилатеральный. Брак вирилокальный, распространены левират, умыкание и покупной брак. Институт вождей отсутствует, управленческие и ритуальные обряды осуществляют старейшины и бигмены. Имеет место обрезание мальчиков, татуировка и подпиливание (иногда выбивание) зубов.